# Светлинское месторождение
Светлинское месторождение — месторождение золота в Пластовском районе Челябинской области России, на северной окраине посёлка Светлый. Является крупнейшим месторождением золота на Южном Урале. Прогнозные запасы золота составляют около 80 тонн, разведаны до глубины 800 м.
Месторождение было открыто в 1982 году. Оно разрабатывается с 1992 года открытым способом компанией «Южуралзолото». На 2020 год объем производства золота из руд Светлинского месторождения составлял 6 тонн в год при среднем содержании золота в руде 0,75 г/т.